# لوکا موستی
لوکا موستی (انگلیسی: Luca Mosti؛ زادهٔ ۲۳ مهٔ ۱۹۹۸) بازیکن فوتبال است.
از باشگاه‌هایی که در آن بازی کرده‌است می‌توان به باشگاه فوتبال فیورنتینا اشاره کرد.